# Homebush Women's International at Sydney Olympic Park 2011
L'Homebush Women's International at Sydney Olympic Park 2011 è stato un torneo di tennis facente parte della categoria ITF Women's Circuit nell'ambito dell'ITF Women's Circuit 2011. Il torneo si è giocato a Sydney in Australia dal 28 febbraio al 6 marzo 2011 su campi in cemento e aveva un montepremi di $25,000.

## Vincitori

### Singolare
Yurika Sema ha battuto in finale  Rika Fujiwara con il punteggio di 6–4, 5–7, 7–6(2)

### Doppio
Casey Dellacqua /  Olivia Rogowska hanno battuto in finale  Rika Fujiwara /  Kumiko Iijima con il punteggio di 3–6, 7–6(3), [10-4]